# Parik Sabungan (Siborong-Borong)
Parik Sabungan is een bestuurslaag in het regentschap Tapanuli Utara van de provincie Noord-Sumatra, Indonesië. Parik Sabungan telt 2025 inwoners (volkstelling 2010).